# Wiec
Wiec – masowe zgromadzenie ludności w celu przedyskutowania aktualnych wydarzeń politycznych. 
Przykładem mogą być wiece wyborcze, które są rodzajem widowisk publicystycznych, inaczej - kluczowym punktem każdej dobrej kampanii. Na wiecu wyborczym kandydaci lub ich przedstawiciele przedstawiają program wyborczy, usiłują przekonać do swoich racji zgromadzonych i nawiązać z nimi bezpośredni kontakt. Zazwyczaj na wiece wyborcze danego kandydata przychodzą jego zwolennicy i  sympatycy. Czasem dochodzi do konfrontacji kandydata z przeciwnikami, którzy w sposób charakterystyczny dla zgromadzenia publicznego (okrzyki, śmiechy, buczenie) – wyrażają swoją dezaprobatę. Inaczej wiec wyborczy nie byłby zgromadzeniem publicznym, lecz zamkniętym zebraniem aktywu.